# Маріо Еварісто
Маріо Еварісто (ісп. Mario Evaristo, 10 грудня 1908, Буенос-Айрес — 30 квітня 1993, Кільмес) — аргентинський футболіст, що грав на позиції півзахисника.
Виступав, зокрема, за клуб «Бока Хуніорс», а також національну збірну Аргентини, у складі якої 1930 року був учасником і фіналістом першого чемпіонату світу.
Чемпіон Аргентини.

## Клубна кар'єра
Народився 10 грудня 1908 року в місті Буенос-Айрес. Вихованець молодіжної команди клубу «Спортіво Барракас», кольори головної команди якого на той час захищав його старший брат Хуан.
У дорослому футболі дебютував 1926 року виступами за команду клубу «Бока Хуніорс», в якій провів п'ять сезонів, взявши участь у 92 матчах чемпіонату. За цей час виборов титул чемпіона Аргентини.
Згодом з 1932 по 1939 рік грав у складі команд клубів «Спортіво Барракас», «Індепендьєнте» (Авельянеда), а також в Європі за італійську «Дженова 1893» та французькі «Антіб» і «Ніццу».
Завершив ігрову кар'єру на батьківщині у клубі «Індепендьєнте» (Авельянеда).
Помер 30 квітня 1993 року на 85-му році життя у місті Кільмес.

## Виступи за збірну
1929 року дебютував в офіційних матчах у складі національної збірної Аргентини. Протягом кар'єри у національній команді, яка тривала 2 роки, провів у формі головної команди країни 9 матчів, забивши 3 голи.
У складі збірної ставав переможцем домашнього для аргентинців Чемпіонату Південної Америки 1929 року, а також учасником першого чемпіонату світу, що проходив 1930 року в Уругваї, де разом з командою здобув «срібло». На мундіалі взяв участь у чотирьох матчах, включаючи програний господарям турніру фінал, відзначився одним голом — у виграному з рахунком 3:1 матчі групового етапу проти чилійців.

## Титули і досягнення
- Чемпіон Південної Америки (1):

 Аргентина: 1929
- Чемпіон Аргентини (1):

«Бока Хуніорс»: 1931
- Віце-чемпіон світу: 1930